# The Boss (gruppo musicale)
I The Boss (in hangŭl 대국남아), anche chiamati DGNA (Dae Guk Nam Ah) sono una boy band sudcoreana formata dalla Open World Entertainment nel 2010.
Nel 2011 hanno vinto il premio "Artista rivelazione" ai Seoul Music Award.

## Formazione
- Mika (미카)
- Karam (가람)
- Hyunmin (현민)
- Injun (인준)
- Jay (제이)

## Discografia

### Discografia coreana
EP
- 2010 - AWAKE
- 2013 - Chapter II

Singoli
- 2010 - The Admirer
- 2011 - Lady
- 2014 - Rilla Go!

### Discografia giapponese
Album
- 2012 - Love Letters

Singoli
- 2011 - Love Power
- 2011 - Love Bingo!
- 2011 - Love Parade
- 2011 - Love Days
- 2012 - Jumping
- 2012 - Honki Magic
- 2013 - Valentine Fighter